# Street Fighter 6
Street Fighter 6 est un jeu de combat développé et édité par Capcom, sorti le 2 juin 2023 sur PlayStation 4, PlayStation 5, Xbox Series ainsi que sur la plateforme digitale Steam sur les ordinateurs exploitant le système Microsoft Windows. Le jeu est disponible le 5 juin 2025 sur Nintendo Switch 2 à l'occasion de la sortie de l'édition Years 1-2 Fighters Edition.

## Système de jeu
Street Fighter 6 instaure un système de combat nommé « Drive », se déclinant sous plusieurs formes différentes : « Drive Impact », « Drive Parry », « Drive Rush » et « Drive Reversal », toutes les quatre étant des fonctionnalités classiques de la franchise Street Fighter.
Capcom propose deux types de commandes, classique et moderne. Le type classique garde la configuration à 6 touches pour les coups de poing et coups de pied typique de la franchise, inauguré 30 ans plus tôt. Le type moderne se compose de trois touches pour les coups faibles, moyens et forts, et facilite les manipulations pour les coups spéciaux qui peuvent s'exécuter en pressant un seul bouton uniquement. Les gâchettes sont quant à elles réservées pour les projections, « Drive Impact » et « Drive Parry ».
En ligne, le jeu propose du cross-play ainsi qu'un rollback netcode.

## Développement
L'année 2022 marque le 35e anniversaire de la série Street Fighter. Pour l'occasion, Capcom lance un compte à rebours en ligne le 14 février 2022, menant à l'annonce du développement de Street Fighter 6 après la fin du Capcom Pro Tour (en) le 20 (PT) / 21 février (GMT),,. Une première bande-annonce est publiée, montrant un combat entre Ryu et le 45e et dernier combattant de Street Fighter V, Luke. L'équipe de développement intègre Yusuke Hashimoto, producteur de Bayonetta et réalisateur de Bayonetta 2, comme designer et Kazuhiro Tsuchiya comme nouveau responsable de la série Street Fighter,.
Le 3 juin 2022, Sony dévoile, via un événement « State of Play », le gameplay de Street Fighter 6 ainsi que les quatre premiers combattants jouables : Ryu, Luke, Chun-Li et un nouveau personnage du nom de Jamie. Un cinquième personnage et second combattant inédit de Street Fighter 6 peut être aperçu à la fin du teaser, avec une illustration et les inscriptions : « New Challenger Kimberly ». L'annonce montre trois modes disponibles pour le jeu, un modo solo baptisé « World Tour », le mode « Battle Hub » et le mode « Fighting Ground ». Pour ce nouvel opus, Capcom utilise son propre moteur de jeu, le RE Engine.
Le 9 juin 2022, le gameplay de Guile est diffusé via l'évènement du Summer Game Fest. Le personnage se bat sur un porte-avions établi en mer,,. Le 8 août 2022, en conclusion de l'EVO 2022, sont annoncées la coréenne Juri Han, issue de Super Street Fighter IV ainsi que la nouvelle-venue Kimberly, qui rejoignent le casting des combattants sélectionnables de ce sixième opus.
Lors du Tokyo Game Show présenté le 15 septembre 2022, une nouvelle bande-annonce focalisée sur le mode « World Tour » révèle l'ajout de quatre revenants de Street Fighter II : Ken Masters, Jimmy Blanka, Edmond Honda, et Dhalsim. Le lendemain, Capcom présente l'intégralité des 18 personnages présents lors du lancement du jeu, dévoilant quatre nouveaux personnages — Manon, Marisa, Lily et JP — et trois revenants — Dee Jay, Cammy et Zangief. Une bêta fermée, accessible via inscription sur le site officiel du jeu, se déroule sur PlayStation 5, Xbox Series et PC du 7 au 10 octobre 2022. Une seconde bêta fermée se déroule 16 au 19 décembre.

Logo de la version Arcade de Street Fighter 6.

Le 9 décembre 2022, quatre personnages sont présentés en vidéo à l'occasion des Game Awards, un ancien combattant apparu dans Super Street Fighter II: The New Challengers, Dee Jay puis trois nouveaux personnages inédits : Manon, Marisa et JP, tous accompagnés de leur propre stage. Le 2 juin 2023 est la date fixée pour la sortie du jeu,. 
Taito et Capcom annoncent le développement de Street Fighter 6 sur borne d'arcade (compatible NESiCAxLive) sous le titre de Street Fighter 6 Type Arcade. Le 23 février 2023, Sony diffuse son State of Play avec une bande-annonce de Street Fighter 6 dévoilant les trois derniers personnages du casting du jeu : Zangief, Lily et Cammy.

### Contenu additionnel
La première saison des personnages en DLC est annoncée en avril 2023, avec quatre personnages prévus avec une sortie définie sur quatre saisons : Rashid (été 2023), A.K.I. (automne 2023), Ed (hiver 2024) et Akuma (printemps 2024). Le premier personnage, Rashid, est annoncé par Capcom pour le 24 juillet 2023,. Le second personnage, A.K.I., est annoncé pour le 27 septembre 2023. Comme pour F.A.N.G, A.K.I. a la particularité d'empoisonner ses ennemis avec ses attaques,. Le troisième et avant-dernier personnage de la première saison de Street Fighter 6, Ed, est annoncé pour le 27 février 2024, il est accompagné de son propre niveau (« Ruined Lab ») et fait son apparition dans les modes « Fighting Ground », « World Tour » et « Battle Hub »,. Le dernier personnage, Akuma, est présenté dans l'émission Capcom Highlights 2024 ; comme pour Ed, le personnage possède son propre stage et ses apparitions dans les divers modes du jeu,,. Le personnage est disponible le 22 mai 2024,.
Lors du Summer Game Fest 2024, Capcom dévoile les quatre personnages qui sont proposés lors de la deuxième année : M. Bison, Terry Bogard, Mai Shiranui et Elena. La saison 2 est lancée le 26 juin 2024 avec le premier personnage, M. Bison. Le personnage est doté d'un nouveau design et possède également son costume classique. Le second personnage est Terry Bogard, combattant provenant de la série de jeu de combat Fatal Fury. Le personnage est annoncé pour le 24 septembre 2024 et sera accompagné du stage « Pao Pao Café » (stage présent dans Fatal Fury: King of Fighters, The King of Fighters '94 et d'autres titres SNK), restaurant de South Town, ville de Fatal Fury. Le troisième personnage de la deuxième saison, Mai Shiranui, est sorti le 5 février 2025. Enfin, le quatrième et dernier personnage, Elena, est sortie le 5 juin 2025, le même jour que la sortie du jeu sur Nintendo Switch 2 et de l'édition Years 1-2 Fighters Edition regroupant le contenu des deux premières années du jeu. Capcom annonce finalement que le personnage ainsi que l'équilibrage des personnages pour la saison 3 sont avancés au 4 juin 2025 en raison du décalage horaire,. Elena est le personnage qui clôture la saison 2, elle dispose de son stage attitré où le décors prend place dans les plaines d'Afrique, « Reniala Remains ».
Capcom passe à nouveau par le Summer Game Fest (2025) pour dévoiler les personnages de la saison 3 de Street Fighter 6. Une vidéo met en scène le catcheur Kenny Omega qui se met dans la peau des quatre nouveaux personnages : Sagat, C. Viper, Alex et Ingrid. Le premier personnage de la saison 3, Sagat, est sorti le 5 août 2025 et est, comme dans chaque épisode où il apparaît, accompagné de son stage en Thaïlande baptisé « Proud Spire ».

## Personnages
Le jeu propose à son lancement 18 personnages, dont 6 nouveaux. 4 personnages supplémentaires sont introduits progressivement sous forme de contenus additionnels lors de chaque saison.
| Personnages  | Doublages              | Doublages               | Première apparition                          | Réf      |
| Personnages  | Japonais               | Américain               | Première apparition                          | Réf      |
| Ryu          | Hiroki Takahashi       | Kyle Hebert             | Street Fighter                               | [ ` 1 ]  |
| Chun-Li      | Fumiko Orikasa         | Jennie Kwan             | Street Fighter II: The World Warrior         | [ ` 3 ]  |
| Luke         | Tomoaki Maeno (en)     | Aleks Le                | Street Fighter V                             | [ ` 2 ]  |
| Jamie        | Shunsuke Takeuchi (en) | Stephen Fu              | Street Fighter 6 (nouveau personnage)        | [ ` 4 ]  |
| Guile        | Hiroki Yasumoto        | Ray Chase               | Street Fighter II: The World Warrior         | [ ` 5 ]  |
| Kimberly     | Nao Tōyama             | Anairis Quiñones        | Street Fighter 6 (nouveau personnage)        | [ ` 7 ]  |
| Juri Han     | Eri Kitamura           | Jessica Straus          | Super Street Fighter IV                      | [ ` 6 ]  |
| Ken Masters  | Yuji Kishi             | David Matranga          | Street Fighter                               | [ ` 24 ] |
| Blanka       | Yūji Ueda              | Luis Bermudez           | Street Fighter II: The World Warrior         | [ ` 25 ] |
| Dhalsim      | Shōzō Iizuka           | Keith Silverstein       | Street Fighter II: The World Warrior         | [ ` 26 ] |
| E. Honda     | Yoshikazu Nagano       | Joe Dimucci             | Street Fighter II: The World Warrior         | [ ` 27 ] |
| Marisa       | Mitsuki Saiga          | Allegra Clark           | Street Fighter 6 (nouveau personnage)        | [ ` 10 ] |
| Manon        | Ayaka Fukuhara         | Cherami Leigh           | Street Fighter 6 (nouveau personnage)        | [ ` 9 ]  |
| Lily         | Rie Kugimiya           | Tiana Camacho           | Street Fighter 6 (nouveau personnage)        | [ ` 13 ] |
| JP           | Tomokazu Sugita        | Wally Wingert           | Street Fighter 6 (nouveau personnage)        | [ ` 11 ] |
| Dee Jay      | Kenji Hamada           | Zeno Robinson           | Super Street Fighter II: The New Challengers | [ ` 8 ]  |
| Cammy        | Miyuki Sawashiro       | Caitlin Glass           | Super Street Fighter II: The New Challengers | [ ` 14 ] |
| Zangief      | Kenta Miyake           | Peter Beckman           | Street Fighter II: The World Warrior         | [ ` 12 ] |
| DLC Saison 1 |                        |                         |                                              |          |
| Rashid       | Tarusuke Shingaki      | Ian Sinclair            | Street Fighter V                             | [ ` 15 ] |
| A.K.I.       | Mutsumi Tamura         | Faye Mata               | Street Fighter 6 (nouveau personnage)        | [ ` 16 ] |
| Ed           | Hiroyuki Yoshino       | Edward Bosco            | Street Fighter V                             | [ ` 17 ] |
| Akuma        | Taketora               | Christopher Guerrero    | Super Street Fighter II Turbo                | [ ` 18 ] |
| DLC Saison 2 |                        |                         |                                              |          |
| M. Bison     | Taiten Kusunoki (en)   | Gerald C. Rivers        | Street Fighter II: The World Warrior         | [ ` 19 ] |
| Terry Bogard | Takashi Kondō          | Michael Allan Schneider | Fatal Fury: King of Fighters                 | [ ` 20 ] |
| Mai Shiranui | Ami Koshimizu          | Rebecca Rose            | Fatal Fury 2                                 | [ ` 21 ] |
| Elena        | Saki Fujita            | Eva La Dare             | Street Fighter III: New Generation           | [ ` 22 ] |
| DLC Saison 3 |                        |                         |                                              |          |
| Sagat        | Daisuke Endo           | Isaac C. Singleton Jr.  | Street Fighter                               | [ ` 23 ] |
| C. Viper     |                        |                         | Street Fighter IV                            |          |
| Alex         |                        |                         | Street Fighter III: New Generation           |          |
| Ingrid       |                        |                         | Street Fighter Alpha 3 Max                   |          |

## Accueil

### Ventes
En juin 2025, soit deux ans après sa sortie, le jeu atteint les cinq millions d'exemplaires vendus.

### Distinctions
Le jeu est nommé à trois reprises lors des Games Awards 2023.